# Abdelhak Achik
Abdelhak Hak Achik (in arabo عبد الحق عشيق‎?; 11 marzo 1959) è un ex pugile marocchino.

## Palmarès
- Olimpiadi

Seul 1988: bronzo nei pesi piuma.